# 서연수 (한국 무용가)
서연수(1984년 12월 15일~ )은 대한민국의 한국 무용가이다.

## 학력
- 한양대학교 예술체육대학 무용학과 학사 (졸업)
- 한양대학교 대학원 무용학과 석사 (졸업)
- 한양대학교 대학원 무용학과 박사 (졸업)

## 수상
- 2021년을 빛낸 안무가상
- 2020 제41회 서울무용제 최우수상 (집 속의 집)
- 2020 한국춤평론가회 여자연기상
- 2020 2019 PAF 올해의 우수 안무상 (숨 쉬는 나)

## 경력
- 2022.3~ 한양대학교 조교수
- 2016 모헤르댄스컴퍼니 예술감독
- 2016.11 전)쿰댄스컴퍼니 대표